# Ferdinand Friebe
Ferdinand Friebe (* 2. Februar 1894 in Graz; † 30. März 1980) war ein österreichischer Mittel- und Langstreckenläufer und Unternehmer.

## Leben
Ferdinand Friebe kam am 2. Februar 1894 in der Sporgasse 21 in Graz zur Welt. Sein Vater war der Kaufmann Carl Adolf Friebe (* 1858, † 1914), der 1883 ein Mechanikergewerbe in der Elisabethinergasse 22 anmeldete, seine Mutter war Johanna Friebe, geborene Urf (* 1869, † 1943).
Im Ersten Weltkrieg kam er als Fähnrich an der Ostfront und wurde im August 1916 zum Leutnant befördert. Nach dem Krieg kam er nach Graz zurück, legte die Meisterprüfung ab und übernahm mit seinem Bruder Johann das elterliche Gewerbe der Installation von elektrischen Betriebsanlagen mit dem Anschlusse von Hochspannungsanlagen in der Sporgasse 21.
Im Zweiten Weltkrieg wurde er nochmals eingezogen und diente zu Kriegsende im deutschen U-Boot-Bunker in Lorient. Nach dem Krieg geriet er bis 1946 in US-amerikanische Kriegsgefangenschaft.
1957 erhielt er den Berufstitel Kommerzialrat und 1962 wurde er Bürger der Stadt Graz.

### Karriere
Schon 1910 fiel sein Talent bei Meetings für Grazer Mittelschüler am GAK-Platz auf. Neben Ferdinand waren auch seine zwei Brüder Johann und Wilhelm sportlich aktiv. Bei den Olympischen Spielen 1924 in Paris schied er über 1500 Meter im Vorlauf aus.
Elfmal wurde er für den GAK österreichischer Meister über 1500 Meter (1913, 1919–1924, und 1926–1929) und fünfmal über 800 Meter (1919–1923); außerdem war er dem Verein jahrzehntelang als Funktionär verbunden.

#### Persönliche Bestzeiten
- 1500 m: 4:06,3 min, 1. Juli 1922, Berlin (ehemaliger nationaler Rekord)
- 3000 m: 9:01,4 min, 13. Mai 1923, Wien (ehemaliger nationaler Rekord)

### Auszeichnungen und Ehrungen
- Goldenes Verdienstzeichen der Republik Österreich
- Berufstitel Kommerzialrat
- Verleihung der Ehrenmitgliedschaft des GAK
- Silbernes Sportehrenzeichen des GAK
- Verleihung der Goldenen Marathonnadel für Leistungen um den Österreichischen Leichtathletik-Verband
- Goldene Sportnadel des ÖLV
- Ernennung zum Ehrenmitglied des Österreichischen Leichtathletik-Verbandes
- Landesinnungsmeister